# Trevor Immelman

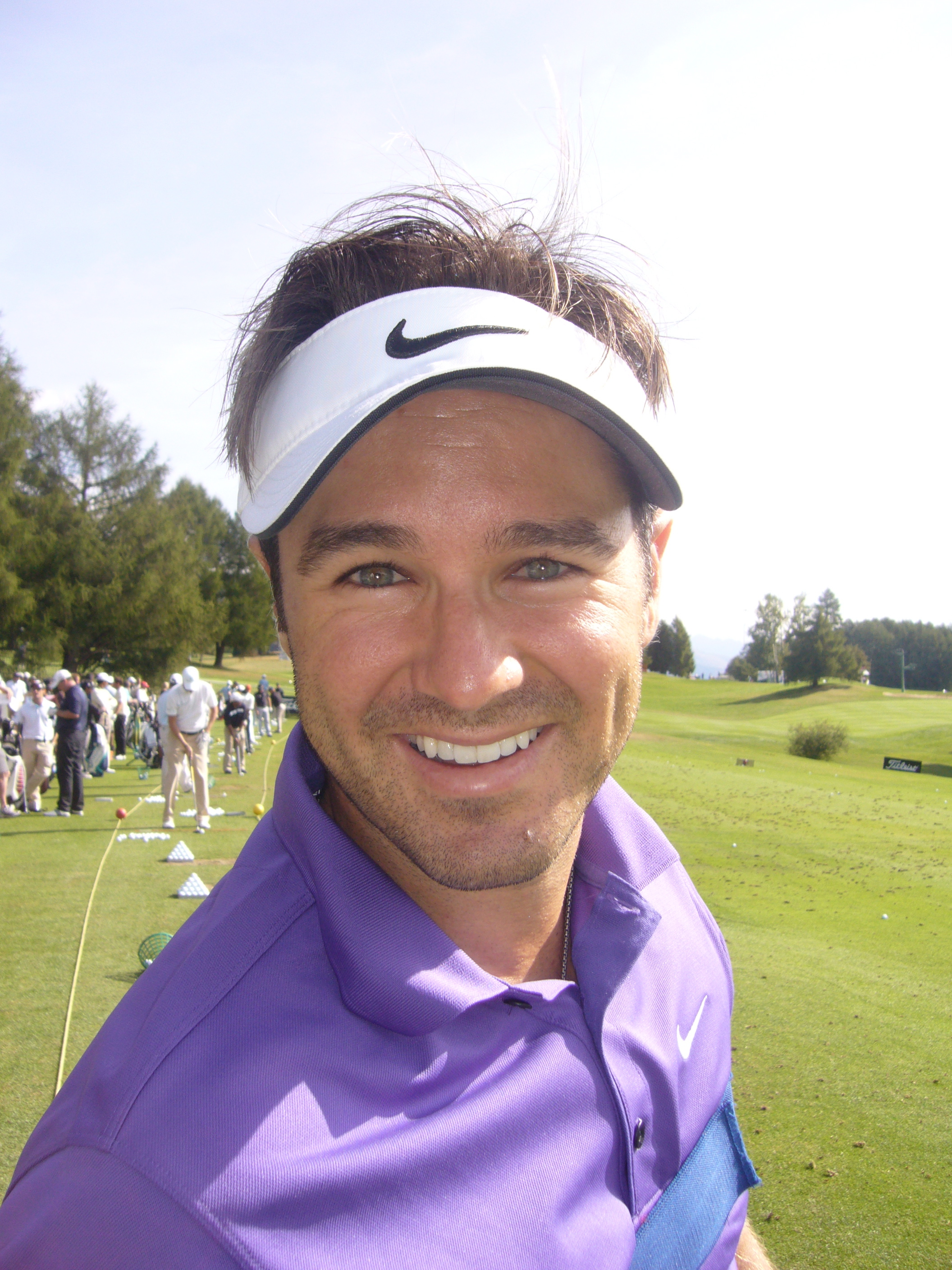
European Masters 2009.

Trevor Immelman (Kaapstad, 16 december 1979) is een Zuid-Afrikaans professioneel golfspeler. 

## Amateur
Als amateur won hij in 1998 het US Amateur Public Links Championship, en mocht hij in 1999 deelnemen aan het Masters toernooi in Augusta (Georgia). Daarin slaagde hij om de cut te halen en zich te plaatsen voor de laatste twee ronden. In dat jaar werd hij beroepsspeler.

#### Gewonnen
- 1997: Zuid-Afrikaans Amateur Kampioenschap
- 1998: Zuid-Afrikaans Strokeplay Kampioenschap, US Amateur Public Links Championship

#### Teams
- Eisenhower Trophy (namens Zuid-Afrika): 1998

## Professional
In 2003 won hij het South African Airways Open, dat meetelt voor de Europese PGA Tour; het was zijn eerste zege op de Europese tour. Het volgende jaar wist hij dit toernooi opnieuw te winnen, en ook het Deutsche Bank-SAP Open.
Zijn eerste zege op de Amerikaanse PGA Tour was het Western Open in 2006.
De belangrijkste zege in zijn carrière tot nu toe is de overwinning op het Masters toernooi van 2008, zijn eerste overwinning in een Major. Vier maanden vóór dit toernooi, in december 2007, werd hij nog in een Zuid-Afrikaans ziekenhuis geopereerd om een (goedaardige) tumor te laten verwijderen.

### Gewonnen
Sunshine Tour
- 2000: Vodacom Players Championship
- 2003: Dimension Data Pro-Am
- 2007: Nedbank Challenge

Challenge Tour
- 2000: Tusker Kenyan Open

Europese Tour
- 2003: South African Airways Open
- 2004: South African Airways Open
- 2004: Deutsche Bank-SAP TPC Open
- 2008: The Masters Tournament

PGA Tour
- 2006: Cialis Western Open
- 2008: The Masters Tournament

### Teams
- World Cup (namens Zuid-Afrika): 2003 (gewonnen met Rory Sabbatini), 2004, 2007
- Presidents Cup (Internationaal Team): 2005, 2007